# 扶绥南站
扶绥南站位于中华人民共和国广西壮族自治区崇左市扶绥县，是南凭高速铁路上的高铁站，2022年12月5日启用。

## 歷史
- 2022年12月5日启用。

## 外部連結
- 中国铁路客户服务中心 （页面存档备份，存于）